# Senén Mesa Fernández
Senén Mesa Fernández (Carcedo de Lago, 11 de desembre de 1928 - Gijón, 21 de novembre de 2004) va ser un ciclista asturià, que fou professional entre 1942 i 1955. Del seu palmarès destaquen quatre victòries d'etapa a la Volta a Espanya, una el 1947 i tres el 1948.

## Palmarès
- 1947
  - Vencedor d'una etapa de la Volta a Espanya
  - Vencedor de 2 etapes de la Volta a Astúries
- 1948
  - Vencedor de 3 etapes de la Volta a Espanya
- 1951
  - 1r al Gran Premi d'Andalusia i vencedor d'una etapa

### Resultats a la Volta a Espanya
- 1947. Abandona (21a etapa).[3] Vencedor d'una etapa
- 1948. 5è de la classificació general. Vencedor de 3 etapes
- 1950. 6è de la classificació general.